# Asociación Internacional de Estudios Bizantinos
La Asociación Internacional de Estudios Bizantinos ( en francés: Association Internationale des Études Byzantines, AIEB) fue creada en 1948. Es un organismo de coordinación internacional que vincula a las diferentes asociaciones nacionales de estudios bizantinísticos.  

## Antecedentes y actividades
La AIEB se estableció en 1948 como resultado de la celebración de varios congresos internacionales de estudios bizantinísticos con el objetivo de coordinar actividades entre asociaciones bizantinísticas locales y regionales.  Desde 1964 publica un boletín, el Bulletin d'information et de coordination (Boletín de información y coordinación),  y en 2017 comenzó a publicar un boletín mensual, Byzantine News (Noticias Bizantinas).  La AIEB también supervisa una serie de comisiones que apoyan y promueven la investigación: el Corpus Fontinum Historiae Byzantinae, las Inscriptiones Graecae Aevi Byzantini, la Comisión de Desarrollo AIEB, la Comisión de Historia del Arte Bizantino, la Comisión de Geografía Histórica y Análisis Espacial de Bizancio, la Comisión de Arqueología Bizantina y la Comisión de Sigilografía bizantina, entre otras.   

## Liderazgo
Los puestos de responsabilidad de la AIEB fueron y son ocupados por: 
- 1949-1961: Henri Grégoire (historiador) (Presidente); Gabriel Millet (Presidente Honorífico)

- 1961-1966: Paul Lemerle (Presidente); Henri Grégoire (historiador), Franz Dölger y George Ostrogorsky (presidentes honoríficos)
- 1966-1971: Paul Lemerle (Presidente); Franz Dölger, George Ostrogorsky, André Grabar y Viktor Lazarev (presidentes honorarios)
- 1971-1976: Dionysios Zakythinos (Presidente); André Grabar, Paul Lemerle, George Ostrogorsky (Presidentes honoríficos)
- 1976-1986: Herbert Hunger (Presidente); André Grabar, Paul Lemerle, Bruno Lavagnini, Anastasios Orlandos, George Ostrogorsky, Steven Runciman, Andreas Xyngopoulos y Dionysios Zakythinos (presidentes honoríficos)
- 1986-1991: Ihor Ševčenko (Presidente); Helene Ahrweiler, André Grabar, Herbert Hunger, Bruno Lavagnini, Paul Lemerle, Steven Runciman y Dionysios Zakythinos (presidentes honoríficos)
- 1991-1996: Ihor Ševčenko (Presidente); Helene Ahrweiler, Hans-Georg Beck, Herbert Hunger, Bruno Lavagnini, Steven Runciman y Dionysios Zakythinos (presidentes honoríficos)
- 1996-2001: Gilbert Dagron (Presidente); Helene Ahrweiler, Herbert Hunger, Dimitri Obolensky, Steven Runciman e Ihor Ševčenko (presidentes honoríficos)
- 2001-2006: Peter Schreiner (presidente), Helene Ahrweiler, Gilbert Dagron, Cyril Mango, Dimitri Obolensky e Ihor Ševčenko (presidentes honoríficos)
- 2006-2011: Peter Schreiner (presidente), Helene Ahrweiler, Gilbert Dagron, Cyril Mango, Dimitri Obolensky e Ihor Ševčenko (presidentes honoríficos)
- 2011-2016: Johannes Koder (Presidente); John Haldon (Vicepresidente); Helene Ahrweiler y Cyril Mango (presidentes honoríficos)
- 2016-presente: John Haldon (Presidente); Juan Signes Codoñer (Vicepresidente); Helene Ahrweiler y Cyril Mango (presidentes honoríficos)

## Comités Nacionales participantes
Los países participantes en la AIEB incluyen a: 
- Albania
- Argentina
- Armenia
- Australia
- Austria
- Bélgica
- Bulgaria
- Canadá
- China
- Croacia
- Chipre
- República Checa
- Dinamarca
- España
- Estonia
- Finlandia
- Francia
- Georgia
- Alemania
- Gran Bretaña
- Grecia
- Hungría
- Israel
- Italia
- Japón
- Países Bajos
- Macedonia del Norte
- Noruega
- Polonia
- Rumanía
- Rusia
- Serbia
- Eslovaquia
- Suecia
- Suiza
- Turquía
- Ucrania
- Estados Unidos de América
- Ciudad del Vaticano